# 김용운 (야구 선수)
김용운(金容雲, 1955년 6월 5일 ~ 2005년 6월 5일)은 전 KBO 리그 MBC 청룡과 롯데 자이언츠의 야구 선수다. 전주상고에  야구장학생으로 진학했지만 팀 동료와 주먹다짐을 한 끝에 중퇴한 후 고향에 돌아와 봉제공장에 취직했다. 이후 천호상업고등학교에 늦깎이 1학년으로 입학했으나(73년) 나이가 많아 제대로 경기에 나서지 못했던 3학년 시절 군대 영장이 날아오자 故 김계현 전 한국전력 감독이 군 입대를 미룰 수 있도록 한국전력 실업팀에 입단시켜줬고 이 과정에서 학교를 중퇴했으며 2년간 한전에서 선수로 뛴 뒤 육군 경리단에 입대했는데 군 제대를 앞둘 무렵 김계현 전 감독의 사망으로  실의에 빠졌지만 스승에 대한 사랑과 존경을 이어가며 79년 제대 후 다시 한전 유니폼을 입었다.
이후, 1982년 KBO 리그의 출범에 따라 MBC 청룡에서 활동하기 시작했으며 첫 해 골든 글러브상(포수 부문)을 수상하였으나 연봉 협상에서 구단과 갈등이 생겨 1985년부터 1990년까지 롯데 자이언츠에서 활동하다가 현역에서 은퇴하였다.
현역 은퇴 다음 해인 1991년 3월 그동안 모았던 돈으로 부인에게 조그마한 옷 가게를 마련해 준 뒤 홀로 미국 유학길에 올랐으며 다음 해 롯데가 본인에게 스카우트직을 제안했으나 거절했고 이에 택시회사를 차렸으며 돈이 모이자 다음 해인 1993년 마산-창원 지역에 자신의 이름을 건 어린이 야구교실을 개설했지만 그나마 모은 돈을 다 까먹어 실패로 끝났다.
1994년 대만 프로 야구의 쥔궈 베어스에 배터리 코치로 부임, 2년 동안 코치 생활을 하다가 1996년 전기리그 도중부터 1997년 전기리그까지 싱농 불스의 감독으로 생활했으며 이후 골프 코치로 활동하다가 2005년 51번째 생일날 교통사고로  숨을 거두었다.
한편, 1985년 본인의 맞트레이드 상대였던 심재원은 선수 시절 줄곧 담배를 많이 핀 탓인지 1993년 12월 3일 폐암 판정을 받았으며 결국 다음해인 1994년 5월 19일 별세했다.

## 출신학교
- 대전신흥초등학교
- 한밭중학교
- 전주상업고등학교 (중퇴)
- 천호상업고등학교 (중퇴)(전주상고 중퇴 후 73년 뒤늦게 편입)

## 등번호
- 27 - MBC 청룡
- 22 - 롯데 자이언츠

## 통산기록
| 년도 | 팀    | 타율  | 경기수 | 타수 | 안타 | 2루타 | 3루타 | 홈런 | 타점 | 득점 | 도루 | 도루 실패 | 4사구 | 삼진 | 병살타 | 희생타 | 장타율 | 비고                  |
| ---- | ----- | ----- | ------ | ---- | ---- | ----- | ----- | ---- | ---- | ---- | ---- | --------- | ----- | ---- | ------ | ------ | ------ | --------------------- |
| 1982 | MBC   | 0.244 | 72     | 217  | 53   | 6     | 2     | 3    | 29   | 20   | 2    | 2         | 18    | 16   | 6      | 3      | 0.332  | 골든글러브(포수) 수상 |
| 1983 | MBC   | 0.190 | 64     | 174  | 33   | 5     | 0     | 2    | 13   | 16   | 0    | 1         | 10    | 17   | 4      | 10     | 0.253  |                       |
| 1984 | MBC   | 0.233 | 71     | 180  | 42   | 2     | 0     | 0    | 12   | 9    | 1    | 1         | 7     | 22   | 3      | 9      | 0.244  |                       |
| 1985 | 롯데  | 0.300 | 52     | 100  | 30   | 8     | 0     | 2    | 14   | 9    | 1    | 1         | 5     | 11   | 7      | 3      | 0.440  |                       |
| 1986 | 롯데  | 0.252 | 59     | 119  | 30   | 4     | 1     | 0    | 18   | 8    | 2    | 1         | 9     | 5    | 3      | 4      | 0.303  |                       |
| 1987 | 롯데  | 0.278 | 94     | 273  | 76   | 10    | 0     | 1    | 33   | 27   | 2    | 1         | 21    | 23   | 11     | 18     | 0.326  |                       |
| 1988 | 롯데  | 0.252 | 82     | 218  | 55   | 11    | 0     | 0    | 24   | 23   | 0    | 1         | 12    | 17   | 9      | 14     | 0.303  |                       |
| 1989 | 롯데  | 0.242 | 79     | 178  | 43   | 5     | 1     | 1    | 17   | 14   | 2    | 1         | 13    | 13   | 8      | 15     | 0.298  |                       |
| 1990 | 롯데  | 0.200 | 19     | 25   | 5    | 1     | 0     | 0    | 2    | 1    | 0    | 1         | 4     | 5    | 1      | 1      | 0.240  |                       |
| 통산 | 9시즌 | 0.247 | 592    | 1484 | 367  | 52    | 4     | 9    | 162  | 127  | 10   | 10        | 99    | 129  | 52     | 77     | 0.306  |                       |